# Emil Jannings

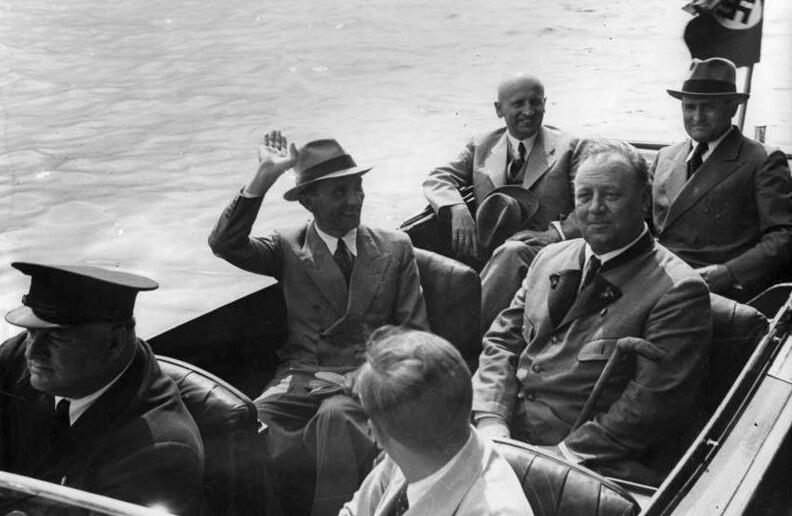
Emil Jannings med Joseph Goebbels i Nazityskland, 1938.

Emil Jannings, ursprungligen Theodor Friedrich Emil Janenz, född 23 juli 1884 i Rorschach i Schweiz, död 2 januari 1950 i Strobl i Österrike, var en tysk skådespelare.
Emil Jannings debuterade 1901 i Bürgstein i Böhmen och förde därefter ett kringflackande liv vid olika landsortsteatrar, innan blev uppmärksammad i Bonn, där han stannade vid teatern 1910–1914 och bland annat spelade Filip II i Don Carlos, Wallenstein, Götz von Berlichingen och Othello. 1914 kallades han av Max Reinhardt till Deutsches Theater i Berlin där han fick sitt fullständiga genombrott som skådespelare, bland annat som överlägsen Hauptmannframställare och tolkare av en rad historiska personligheter. Bland hans övriga roller, både allvarliga och komiska, märks Hermann i Rövarna, Mefistofeles i Faust, Galomir i Weh' dem, der lügt, bydomaren Adam i Den söderslagna krukan och Lechat i Affär är affär. Omkring 1020 var Jannings scenkarriär i stort sett avslutad, och han ägnade sig därefter nästan uteslutande åt filmen.
Redan gjorde Jannings sin första film hos det tyska bolaget Messter 1914. Fram till 1926, då han engagerades i Hollywood, gjorde han 36 filmroller. Sitt genombrott fick han 1919 som Ludvig XV i Kungens mätress och gestaltade därefter med stor framgång ett flertal historiska och litterära personer. Hans tre främsta filmer, berömda i filmhistorien, var Sista skrattet (1924), Varieté (1925) och Faust (1926). Under sin treåriga vistelse i USA från 1927 gjorde Jannings sex filmer. 1930 återvände han till Tyskland, där en av hans första filmuppgifter blev lektorn i Blå ängeln. Av hans senare, relativt sparsamma filmer märks under 1930-talet Lidelsernas stormar, Två konungar, Före solnedgången, Den sönderslagna krukan  och Robert Koch. På 1940-talet medverkade han i två filmer, Ohm Krüger och Ung på nytt.
Jannings tilldelades den första Oscarstatyetten för bästa manliga huvudroll, vid Oscarsgalan 1929, för hans roller i Frestelse (1927) och Sista Kommandot (1928).
Jannings samarbetade framför allt med regissörerna F.W. Murnau och Josef von Sternberg.
Senare under karriären samarbetade Jannings  med nazistregimen i Tyskland i ett antal propagandafilmer, vilket omöjliggjorde en karriär efter andra världskrigets slut. 

## Filmografi i urval
- 1919 – Kungens mätress
- 1920 – Krögarens döttrar
- 1920 – Konung Blåskägg
- 1920 – Die Brüder Karamasoff
- 1922 – Othello
- 1922 – Faraos hustru
- 1923 – En kärlekstragedie
- 1924 – Nju
- 1924 – Sista skrattet
- 1924 – Das Wachsfigurenkabinett
- 1924 – Quo Vadis?
- 1925 – Hycklaren : Ett filmspel i fem akter
- 1925 – Varieté
- 1926 – Faust
- 1927 – Frestelse
- 1928 – Sista Kommandot
- 1928 – Syndens gata
- 1930 – Blå ängeln
- 1935 – Två konungar
- 1937 – Den sönderslagna krukan
- 1937 – Före solnedgången
- 1939 – Robert Koch - dödens bekämpare
- 1941 – Ohm Krüger
- 1942 – Die Entlassung